# Прекорачани
Прекорачани су насељено мјесто у општини Чачинци, у Славонији, у Вировитичко-подравској жупанији, Република Хрватска.

## Географија
Прекорачани се налазе око 18 км југозападно од Чачинаца.

## Историја
До територијалне реорганизације у Хрватској насеље се налазило у саставу бивше општине Ораховица.

## Становништво
Прекорачани према попису из 2011. године нису имали становника.
| Националност       | 1991. | 1981. | 1971. | 1961. |
| Срби               | 41    |       |       |       |
| Југословени        | 2     |       |       |       |
| Хрвати             | 1     |       |       |       |
| остали и непознато |       |       |       |       |
| Укупно             | 44    | '     | '     | '     |

| Демографија | Демографија | Демографија |
| Година      | Становника  | Становника  |
| ----------- | ----------- | ----------- |
| 1981.       | 48          |             |
| 1991.       | 44          |             |
| 2001.       | 5           |             |
| 2011.       |             | 0           |